# Dolmen du Carouge
Le dolmen de Carouge, appelé aussi dolmen de la Guignardaye, est un dolmen situé à Trébry dans le département français des Côtes-d'Armor.

## Description
Le dolmen ne comporte plus que deux orthostates supportant une unique table de couverture à environ 2 m de hauteur. Il était autrefois entouré d'un péristalite.